# Yaron Ben-Dov
Yaron Ben-Dov (en hébreu ירון בן דב), né le 11 janvier 1970 et mort le 6 janvier 2017, est un footballeur international israélien qui évolue au poste de défenseur.

## Biographie
Yaron Ben-Dov joue en faveur du Maccabi Netanya, de l'Hapoël Tel-Aviv, et de l'Hapoël Rishon LeZion.
Le 8 avril 1992, il honore sa première et unique sélection en match amical face à l'Islande (score 2-2).